# Péter Bornemisza
Péter Bornemisza (Pest, 1535 – Presburgo, 1584) è stato uno scrittore, poeta e predicatore ungherese luterano.

## Biografia

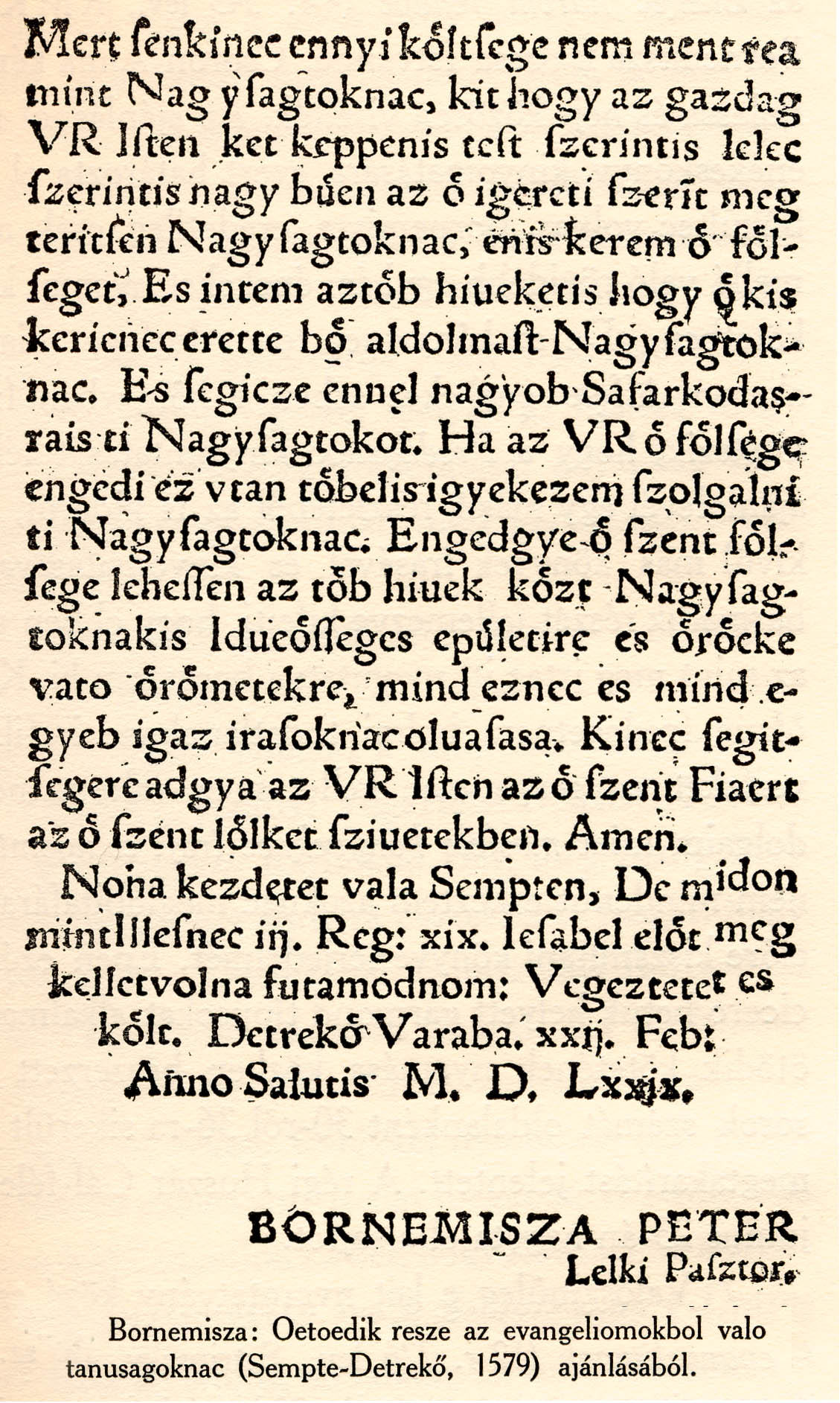
Copertina dei sermoni in cinque volumi di Péter Bornemisza, quinto volume, 1579

Péter Bornemisza nacque a Pest nel 1535.
Di nobile famiglia, Bornemisza fu il primo importante scrittore protestante in Ungheria;  si distinse per la sua descrizione affascinante della vita ungherese, ricca di osservazioni fresche, descrizioni vivide e commenti originali.
Grazie a lui nacque la tragedia in lingua ungherese, con la traduzione dell'Elettra di Sofocle (1558), ampiamente modificata per consentire la recitazione degli studenti dei collegi, intitolata Tragedia ungherese (Tragoedia magyar nyelven).
Tra le sue opere spiccano la Cantio optima, in lingua ungherese, composta per una delle sue numerose partenze verso l'estero (1557), che viene considerata un capolavoro tra le prime liriche laiche ungheresi;  il contenuto dell'opera affronta i temi delicati dell'oppressione turca, di quella tedesca e dei grandi feudatari ungheresi.
Durante la sua carriera di letterato, Bornemisza compose canti religiosi e scrisse poemi filosofici, ma tutte le sue opere si caratterizzarono per la sua critica sociale, come ad esempio la raccolta delle sue prediche, costruite prendendo spunti da eventi della vita quotidiana e dalla credenze superstiziose del suo tempo. Tra i titoli più significativi si ricordano le Tentazioni di Satana (Ördögi Kisértetekről, 1578).
Péter Bornemisza morì a Presburgo, l'odierna Bratislava, nel 1584.

## Opere principali
- Cantio optima (1557);
- Tragedia ungherese (Tragoedia magyar nyelven, 1558);
- Tentazioni di Satana (Ördögi Kisértetekről, 1578).